# Ronde van Oman 2025
De 14e editie van de wielerwedstrijd Ronde van Oman vond plaats in 2025 van 8 tot en met 12 februari. De start was in Bushar, de finish in het Djabal Achdar bergmassief. De ronde maakte deel uit van de UCI ProSeries 2025, in de categorie 2.Pro. Net als in 2024 won de Brit Adam Yates ook dit jaar de koers.

## Deelname
Er namen negen UCI World Tour-ploegen, vijf UCI ProTeams, drie UCI Continental teams en de nationale ploeg van Oman deel. 
| WorldTour | ProTeam                                                                                             | Overige                                                                                      |
| --- | --------------------------------------------------------------------------------------------------- | -------------------------------------------------------------------------------------------- |
| Arkéa-B&B Hotels Groupama-FDJ Movistar Team Soudal-Quick Step Team Jayco AlUla Team Picnic PostNL Team Visma I Lease a Bike UAE Team Emirates-XRG XDS Astana Team | Burgos-Burpellet-BH Q36.5 Pro Cycling Team Team TotalEnergies Tudor Pro Cycling Team Uno-X Mobility | Continentaal team JCL Team UKYO Roojai Insurance Terengganu Cycling Team Nationaal team Oman |

## Etappe-overzicht
| Et. | Datum | Start                   | Finish                                | Type       | km    | Winnaar                | Klassementsleider |
| --- | ----- | ----------------------- | ------------------------------------- | ---------- | ----- | ---------------------- | ----------------- |
| 1   | 8/2   | Bushar                  | Bimmah Sink Hole                      | Vlakke rit | 177,7 | Olav Kooij             | Olav Kooij        |
| 2   | 9/2   | Al Rustaq Fort          | Yitti Hills                           | Heuvelrit  | 202,9 | Louis Vervaeke         | Louis Vervaeke    |
| 3   | 10/2  | Fanja                   | Eastern Mountain                      | Heuvelrit  | 180,8 | David Gaudu            | David Gaudu       |
| 4   | 11/2  | Oman Across Ages Museum | Oman Convention and Exhibition Centre | Vlakke rit | 181,5 | Olav Kooij             | David Gaudu       |
| 5   | 12/2  | Imty                    | Djabal Achdar                         | Bergrit    | 138,5 | Valentin Paret-Peintre | Adam Yates        |

## Klassementenverloop
| Et.          | Winnaar                | Algemeen klassement · | Puntenklassement ·     | Strijdlustklassement · | Jongerenklassement ·   | Ploegenklassement      |
| ------------ | ---------------------- | --------------------- | ---------------------- | ---------------------- | ---------------------- | ---------------------- |
| 1            | Olav Kooij             | Olav Kooij            | Olav Kooij             | Kane Richards          | Olav Kooij             | Team TotalEnergies     |
| 2            | Louis Vervaeke         | Louis Vervaeke        | Louis Vervaeke         | Rodrigo Álvarez        | Valentin Paret-Peintre | Soudal Quick-Step      |
| 3            | David Gaudu            | David Gaudu           | Valentin Paret-Peintre | Rodrigo Álvarez        | Valentin Paret-Peintre | Q36.5 Pro Cycling Team |
| 4            | Olav Kooij             | David Gaudu           | Olav Kooij             | Rodrigo Álvarez        | Valentin Paret-Peintre | Q36.5 Pro Cycling Team |
| 5            | Valentin Paret-Peintre | Adam Yates            | Valentin Paret-Peintre | Rodrigo Álvarez        | Valentin Paret-Peintre | Q36.5 Pro Cycling Team |
| 0Eindstanden | 0Eindstanden           | Adam Yates            | Valentin Paret-Peintre | Rodrigo Álvarez        | Valentin Paret-Peintre | Q36.5 Pro Cycling Team |

## Eindklassementen
| Plaats    | Naam                    | Ploeg                     | Tijd      |
| --------- | ----------------------- | ------------------------- | --------- |
| Rode trui | Adam Yates              | UAE Team Emirates-XRG     | 21u13'18" |
| 2         | Valentin Paret-Peintre  | Soudal Quick-Step         | + 0'06"   |
| 3         | David Gaudu             | Groupama-FDJ              | + 0'39"   |
| 4         | Damien Howson           | Q36.5 Pro Cycling Team    | + 1'07"   |
| 5         | Cian Uijtdebroeks       | Team Visma I Lease a Bike | + 1'16"   |
| 6         | Chris Harper            | Team Jayco AlUla          | + 1'22"   |
| 7         | Wout Poels              | XDS Astana Team           | + 1'23"   |
| 8         | Embret Svestad-Bårdseng | Arkéa-B&B Hotels          | + 1'27"   |
| 9         | Marco Brenner           | Tudor Pro Cycling Team    | + 1'37"   |
| 10        | Simon Dalby             | Uno-X Mobility            | + 2'05"   |

| Plaats      | Naam                   | Ploeg                     | Punten |
| ----------- | ---------------------- | ------------------------- | ------ |
| Groene trui | Valentin Paret-Peintre | Soudal Quick-Step         | 34     |
| 2           | Olav Kooij             | Team Visma I Lease a Bike | 30     |
| 3           | Adam Yates             | UAE Team Emirates-XRG     | 27     |
|             |                        |                           |        |
| 7           | Louis Vervaeke         | Soudal Quick-Step         | 15     |

| Plaats      | Naam            | Ploeg               | Punten |
| ----------- | --------------- | ------------------- | ------ |
| Gouden trui | Rodrigo Álvarez | Burgos-Burpellet-BH | 15     |
| 2           | Kane Richards   | Roojai Insurance    | 13     |
| 3           | Louis Vervaeke  | Soudal Quick-Step   | 8      |

| Plaats     | Naam                    | Ploeg                     | Tijd      |
| ---------- | ----------------------- | ------------------------- | --------- |
| Witte trui | Valentin Paret-Peintre  | Soudal Quick-Step         | 21u13'24" |
| 2          | Cian Uijtdebroeks       | Team Visma I Lease a Bike | + 1'10"   |
| 3          | Embret Svestad-Bårdseng | Arkéa-B&B Hotels          | + 1'21"   |
|            |                         |                           |           |
| 27         | Rick Pluimers           | Tudor Pro Cycling Team    | + 21'44"  |

| Ploegenklassement |                        |           |
| Plaats            | Ploeg                  | Tijd      |
|                   | Q36.5 Pro Cycling Team | 63u46'07" |
| 2                 | Tudor Pro Cycling Team | + 2'17"   |
| 3                 | XDS Astana Team        | + 2'55"   |
|                   |                        |           |
| 4                 | Soudal Quick-Step      | + 3'42"   |
| 9                 | Team Picnic PostNL     | 20        |

2010 · 2011 · 2012 · 2013 · 2014 · 2015 · 2016 · 2017 · 2018 · 2019 · 2020-2021 · 2022 · 2023 · 2024 · 2025
Ronde van Valencia ·
Ronde van Oman ·
Clásica de Almería ·
Figueira Champions Classic ·
Ronde van de Algarve ·
Ruta del Sol ·
Ardèche Classic ·
Drôme Classic ·
Kuurne-Brussel-Kuurne ·
Trofeo Laigueglia ·
Nokere Koerse ·
Milaan-Turijn ·
GP Denain ·
Bredene Koksijde Classic ·
Grote Prijs Miguel Indurain ·
Ronde van Hainan ·
Scheldeprijs ·
Brabantse Pijl ·
Ronde van de Alpen ·
Ronde van Turkije ·
Grote Prijs van Plumelec ·
Tro Bro Léon ·
Klassiek Duinkerke-GP van de Hauts-de-France ·
Vierdaagse van Duinkerke ·
Ronde van Hongarije ·
Veenendaal-Veenendaal ·
Antwerp Port Epic ·
Boucles de la Mayenne ·
Ronde van Noorwegen ·
Ronde van Slovenië ·
Brussels Cycling Classic ·
Dwars door het Hageland ·
Mont Ventoux Dénivelé Challenge ·
Ronde van België ·
Ronde van het Qinghaimeer ·
Ronde van Wallonië ·
Ronde van Burgos ·
Arctic Race of Norway ·
Ronde van Denemarken ·
Circuit Franco-Belge ·
Ronde van Duitsland ·
Ronde van Groot-Brittannië ·
Maryland Cycling Classic ·
GP Industria & Artigianato-Larciano ·
Coppa Sabatini ·
Grote Prijs van Fourmies ·
Grote Prijs van Wallonië ·
Ronde van Luxemburg ·
Super 8 Classic ·
Ronde van Langkawi ·
Ronde van het Münsterland ·
Ronde van Emilia ·
Coppa Bernocchi ·
Ronde van de Drie Valleien ·
Ronde van Piemonte ·
Ronde van het Taihu-meer ·
Parijs-Tours ·
Ronde van Veneto ·
Japan Cup ·
Veneto Classic